# 63.º Regimiento de Instrucción Aérea
El 63º Regimiento de Instrucción Aérea (63. Flieger-Ausbildungs-Regiment) fue una unidad militar de la Luftwaffe de la Alemania nazi.

## Historia
Formada el 1 de abril de 1939 en Eger desde el 63.º Batallón de Reemplazo Aéreo con:
- Cuartel General
- Batallón de Instrucción desde el 63.º Batallón de Reemplazo Aéreo.
- Escuela Elemental de Vuelo (63.er Regimiento de Instrucción Aérea) (Nuevo desde el 1 de noviembre de 1939)

El II Batallón de Instrucción fue formado en 1940, mientras la Escuela/63.er Regimiento de Instrucción Aérea deja el regimimiento el 16 de octubre de 1941, y se convirtió en la 63° Escuela Mixta Experimental Superior. Trasladado a Marienbad en octubre de 1940, Toul en octubre de 1941, Berre en noviembre de 1942, Montelimar en 1943, Nimes en 1944 y a Lyon en agosto de 1944. El 16 de agosto de 1942 es redesignado como el 63.º Regimiento Aéreo.

## Comandantes
- Coronel Dr. Rudolf Otto - (1 de abril de 1939 - 30 de agosto de 1944)

## Orden de Batalla
- 1939 – 1940: Stab, I. (1-5), 6., 7., Escuela.
- 1941 – 1942: Stab, I. (1-5), 7., II. (8-12).